# Fußball-Amateurliga Bremen 1957/58
Die Fußball-Amateurliga Bremen 1957/58 war die neunte Spielzeit der höchsten Amateurklasse des Bremer Fußball-Verbandes. Meister wurde der Bremer SV. 

## Abschlusstabelle
| Pl. | Verein                  | Sp. | Tore  | Punkte |
| --- | ----------------------- | --- | ----- | ------ |
| 01. | Bremer SV               | 28  | 87:27 | 44:12  |
| 02. | SV Hemelingen           | 28  | 66:44 | 36:20  |
| 03. | Bremerhaven 93 Amat.    | 28  | 56:47 | 36:20  |
| 04. | Werder Bremen Amat. (M) | 28  | 63:40 | 35:21  |
| 05. | Blumenthaler SV         | 28  | 49:26 | 33:23  |
| 06. | Eintracht Bremen        | 28  | 63:52 | 33:23  |
| 07. | SG Oslebshausen (N)     | 28  | 63:54 | 33:23  |
| 08. | Bremen 1860             | 28  | 65:57 | 29:27  |
| 09. | Polizei SV Bremen       | 28  | 51:55 | 28:28  |
| 10. | VfB Komet Bremen (N)    | 28  | 56:64 | 25:31  |
| 11. | SV Grohn                | 28  | 46:51 | 23:33  |
| 12. | TSV Wulsdorf            | 28  | 45:63 | 22:34  |
| 13. | SV Woltmershausen       | 28  | 51:72 | 22:34  |
| 14. | TuS Walle               | 28  | 37:85 | 13:43  |
| 15. | TuRa Bremen             | 28  | 31:90 | 08:48  |

| (M) | Meister der Vorsaison |
| (N) | Aufsteiger            |

## Aufstieg
Der Meister Bremer SV hatte in der anschließenden Aufstiegsrunde zur Oberliga Nord keinen Erfolg.